# Rudolf al IV-lea, Duce al Austriei
Rudolf al IV-lea, supranumit Întemeietorul (n. 1 noiembrie 1339, Viena, Ducatul Austriei⁠(d) – d. 27 iulie 1365, Milano, Signoria Milano⁠(d)), membru al Casei de Habsburg, a fost din 1358 duce de Austria, Carintia și Stiria (din 1359 s-a autonumit Arhiduce), din 1363 a fost conte de Tirol și din 1364, margraf al Crainei. Este considerat un politician creator și perspicace, care a profitat de orice ocazie pentru a ridica și îmbunătăți poziția țărilor sale la diferite niveluri. Deoarece prin Bula de Aur din 1356, în care Carol al IV-lea stabilise care dintre principii imperiali aveau dreptul de a alege regele romano-german, familia de Habsburg nu primise această demnitate, Rudolf a încercat să-și atribuie rangul dorit și privilegiile care asigurau independența teritoriilor sale, pe baza a cinci documente falsificate.

## Biografie

### Originea și copilăria
Rudolf a fost cel mai mare fiu al ducelui Albert al II-lea de Habsburg (n. 1298 – d. 1358) și al contesei Ioana de Pfirt (c.1300 – d. 1351). Deoarece Rudolf a fost primul copil născut după 15 ani de căsătorie, la început paternitatea lui Albert a fost pusă la îndoială deoarece acesta suferea de paralizie temporară cauzată de poliartrită.
Rudolf făcea parte din cea de-a treia generație a ducilor de Habsburg și a fost primul duce moștenitor care s-a născut pe teritoriul ducatului Austria. Mama sa, Ioana contesă de Pfirt, a fost cea care s-a ocupat de educația lui. La moartea ei în 1351 Rudolf avea 12 ani, vârstă la care tatăl său îl prezentase deja nobilimii din teritoriile pe care le stăpânea. Perioada copilăriei lui a fost marcată de marea epidemie de ciumă din Europa (1346-1351), mișcarea flagelanților, prigoana evreilor și cutremurul din 1348. S-a speculat ideea că acestea ar fi cauzat interesul său pentru fericirea și bunăstarea supușilor.

### Căsătoria
Rudolf a fost logodit încă din copilărie cu Caterina de Luxemburg (n.1342 - d.1395), fiica margrafului Moraviei, Carol al IV-lea, rege romano-german ales în 1346 și împărat al Sfântului Imperiu Roman încoronat în 1355. Prințul în vârstă de 14 ani s-a căsătorit cu Caterina de Paști în 1353 la Praga. Din căsătoria lor nu au rezultat copii.
Datorită soției sale Rudolf a avut un contact intensiv cu socrul său, Carol al IV-lea, și cu spendoarea curții regale din Praga care l-a impresionat profund. Probabil multe dintre acțiunile lui au avut ca punct de pornire ideea înălțării rangului său personal și a ridicării reședinței sale, Viena, la nivelul strălucirii reședinței împăratului.

### Începutul cârmuirii
Contemporanii lui Rudolf au consemnat faptul că tânărul dovedea încredere în propria persoană, avea un temperament puternic și era orgolios. Curând după căsătorie el s-a implicat în politică și l-a însoțit pe socrul său împărătesc în călătorie la Oberrhein și la Zürich. În 1354 alături de tatăl său, Albert al II-lea, a luat parte la războiul împotriva rebelilor din Zürich. În toamna anului 1357 Albert al II-lea i-a încredințat lui Rudolf administrarea ținuturilor superioare ale familiei, iar Carol al IV-lea l-a numit guvernator imperial în Alsacia.
În 1358 Rudolf i-a propus socrului său, Carol al IV-lea, să îl numească „Rege al Lombardiei” ceea ce însemna desigur că după acordarea titlului el urma să primească în stăpânire o mare parte a nordului Italiei, însă a fost refuzat. Apoi în același an plănuind restaurarea stăpânirii Ducatului Suabiei, Rudolf s-a autointitulat, fără acordul împăratului, „guvernator general imperial al Suabiei și Alsaciei”. De data aceasta s-a lovit de lipsa de entuziasm a principilor electori pentru planul său. Se pare că socrul său împărătesc avea pentru Rudolf și îndrăzneala sa „nebunească” destul de multă simpatie.
Când tatăl său, ducele Albert al II-lea, a murit pe 20 iulie 1358, Rudolf a preluat împreună cu frații săi, Albert și Leopold, cârmuirea teritoriilor ereditare. Cei trei urmau să cârmuiască împreună, însă atâta timp cât a trăit Rudolf ceilalți doi frați nu au fost mult implicați în decizii fiind foarte tineri (10 ani și respectiv 7 ani). După moartea lui Rudolf, ei s-au dovedit conducători pricepuți.

### Privilegium maius
Probabil cea mai cunoscută dintre activitățile lui Rudolf este falsificarea unor documente în iarna dintre anii 1358 și 1359. Privilegium maius, bazat pe documentul existent Privilegium minus emis din 1156, punea de facto dinastia Habsburg pe picior de egalitate cu principii electori din Sfântul Imperiu Roman. Ducii Austriei nu fuseseră incluși în Bula de Aur din 1356 - un fapt provocator pentru ambițiosul Rudolf. Privilegium maius a fost confirmat de strănepotul său, împăratul Frederic al III-lea, iar apoi reconfirmat în 1442 (cu acordul principilor electori de Mainz, Brandenburg și Saxonia) și din nou în 1453. Prin aceste confirmări a fost admis și recunoscut în procedura legală imperială titlul de arhiduce, creat și introdus prin Privilegium maius.
În 1360 Rudolf al IV-lea a fost înfeudat la Seefeld-Kadolz de către socrul său, împăratul Carol al IV-lea. Acesta nu a confirmat niciodată Privilegium maius în totalitate, ci a confirmat doar o parte a cererilor (așa cum le considera el) în forma lor originală și o altă parte a cererilor după ce el însuși le-a modificat.
Între alte titluri bombastice pe care Rudolf le-a creat pentru el însuși a fost și cel de „Arhiduce” (în latină: Archidux) care voia să semnifice o origine și drepturi străvechi, ca și titlul „Sacri Romani Imperii Archimagister Venatorum” („Maestru suprem de vânătoare al Sfântului Imperiu Roman”) sau „Duce Palatin de Suabia și Alsacia” și „Margraf de Drosendorf”. De asemenea, Rudolf a conceput ceremonii simbolice și a creat modelul pălăriei arhiducale care se asemăna cu o coroană regală. În documente el denumea ducatul Austria ca fiind „scutul și inima imperiului” (în germană „Schild und Herz des Reiches”).

### Întemeierea Catedralei Sfântul Ștefan
În scurta perioadă de timp în care a fost ducele Austriei (1358-1365), Rudolf a fost motivat de dorința de a aduce reședința habsburgică, Viena, la nivelul de dezvoltare și frumusețe al reședinței împăratului, Praga. Conform dorinței lui Rudolf Catedrala Sfântul Ștefan din Viena trebuia să depășescă în dimensiuni și frumusețe Catedrala Sfântul Vitus din Praga. În primăvara anului 1359, cu aprobarea papală din 1358, a început construcția naosului gotic al catedralei și a celor două turnuri, piatra de temelie fiind așezată pe 7 aprilie, pe locul unde se afla biserica Sf. Ștefan. Construcția urma să fie o catedrală „regală” pentru a servi reprezentării „arhiducale”. Rudolf și soția sa, Caterina, au fost imortalizați ca întemeietori pe portalul catedralei. De asemenea, supranumele lui Rudolf, Întemeietorul, poate fi găsit într-o inscripție din interiorul catedralei. Chiar dacă dorința lui Rudolf de a avea o dieceză regională, independentă de dieceza Passau, nu s-a înfăptuit totuși el a reușit să înainteze în această direcție, Catedrala Sf. Ștefan primind statutul de „Metropolitankapitel” (denumire care indică subordonarea unui episcop), având în frunte un Prepozit care era numit de Rudolf. Prin aceasta el și-a atribuit drepturi privind biserica și ierarhia bisericească, care nu îi aparțineau. Prepozitul primea titlul de arhicancelar al Austriei și urma să poarte, asemenea cardinalilor, îmbrăcăminte roșie.

### Reforma taxelor
Rudolf al IV-lea a fost primul prinț din istoria Austriei care a urmărit prin politica sa nu numai mărirea puterii personale ci și îmbunătățirea vieții supușilor săi. Într-un document emis pentru biserica vieneză Schottenkirche din 8 iulie 1360 există un rezumat al programului său politic: „Aller Ruhm und alle Macht einer Regierung bestehen auf dem wohlfundierte Glück der Untertanen” („Toată faima și toată puterea unei guvernări constă în fericirea bine fundamentată a supușilor.”)
Rudolf a eliminat scutirea nobililor și clerului de la plata taxelor. De asemenea, el a renunțat la înnoirea anuală a monedelor, care era un instrument la îndemâna monarhilor pentru a face inflația oficială profitabilă pentru ei înșiși, instrument în fața căruia populația era complet neputincioasă. De asemenea, el a introdus o „taxa de consum” de 10% care era plătită de oricine, episcop sau servitor, pentru consumul de bere sau vin în localuri publice. Această taxă era o sursă sigură de venit pentru visteria statului, înlocuind câștigurile suspecte obținute prin manipularea inflației cu ocazia înlocuirii anuale a monedelor.
Aceasta era nu numai o nouă politică a taxelor și finanțelor, ci reprezenta o concepție avangardistă pentru Evul Mediu asupra existenței și rolului supușilor, iar introducerea acestor măsuri atât de eficace demonstrează priceperea și pregătirea consilierilor lui Rudolf, a căror identitate a rămas necunoscută. Împotriva noilor măsuri financiare au existat proteste însă nu s-a ajuns niciodată la o opoziție manifestată deschis împotriva ducelui.

### Fondarea Universității din Viena
Ambițiosul Rudolf a fost, de asemenea, cel ce a pus bazele Universității din Viena, probabil tot ca rezultat al concurenței cu orașul imperial Praga care beneficia încă din anul 1348 de prima universitate de limbă germană, fondată de Carol al IV-lea. Deși actul fondării Universității din Viena („Alma Mater Rudolphina”) poartă data de 12 martie 1365, pentru a avea efectiv statutul unui institut de învățământ superior după canoanele vremii, ea trebuia să includă și o facultate de teologie. Deoarece papa Urban al V-lea a refuzat cererea lui Rudolf de a înființa acestă facultate, Universitatea din Viena a trebuit să mai aștepte încă 20 de ani până la momentul atribuirii statutului cuvenit.

### Dezvoltarea orașului Viena
Rudolf a avut succes și în ceea ce privește refacerea orașului Viena care fusese afectată de marea epidemie de ciumă din 1346-1353 și care purta încă urmele lăsate de incendiul devastator din 31 mai 1361. Deciziile luate era menite să stimuleze mărirea și înfrumusețarea orașului. Iată câteva dintre ele:
- cei ce se stabileau în Viena beneficiau de scutire de la plata taxelor timp de trei ani;
- cei ce nu reparau în cel mai scurt timp distrugerile provocate de incendiu casei lor, urmau să piardă proprietatea acesteia;
- construirea unui cartier pentru studenții universității și a unui cartier latin între cetatea regală (Hofburg) și Mănăstirea „Schotthenkloster”;
- dreptul studenților de a participa la stabilirea costului chiriei pentru locuințele lor, alături de Comisia cetățenilor și a Universității;
- reformarea organizării și a regulilor impuse de bresle pentru a permite practicarea mai liberă a meseriilor și profesiilor, ceea ce ducea la revitalizarea producției și a concurenței.[17]

### Mărirea teritoriilor habsburgice și alipirea comitatului Tirol
În 1364 Rudolf a semnat împreună cu socrul său, împăratul Carol al IV-lea, Tratatul de moștenire de la Brno care prevedea succesiunea reciprocă a Casei de Habsburg și a Casei de Luxemburg în cazul dispariției uneia dintre cele două dinastii. Acesta a fost primul dintr-o serie de contracte de succesiune încheiate între cele două case dinastice în deceniile care au urmat.
Deși planul lui Rudolf de a redobândi Ducatul Suabiei eșuase, în 1363 eforturile lui Rudolf de a mări teritoriile ereditare ale familiei de Habsburg au fost încununate de succes. La moartea timpurie a cumnatului său, Meinhard al III-lea (din familia Wittelsbach), care nu lăsa în urmă moștenitori, Rudolf s-a grăbit să ia în stăpânire comitatul Tirol semnând un contract de moștenire cu mama acestuia, Margareta (supranumită „Maultasch” - „Gură Mare”) la Bozen în Tirolul de Sud. Și de data aceasta Rudolf s-a folosit de un „truc” menit să șteargă orice umbră de îndoială care putea plana asupra acestui contract semnat pe 26 ianuarie 1363, falsificând data și locul semnării lui: 2 septembrie 1359 la München. Documentul astfel falsificat a fost acceptat surprinzător de repede de nobilimea locală, dând impresia că preferă un Habsburg ca stăpân decât să se supună unui Wittelsbach din Bavaria vecină.

## Moartea

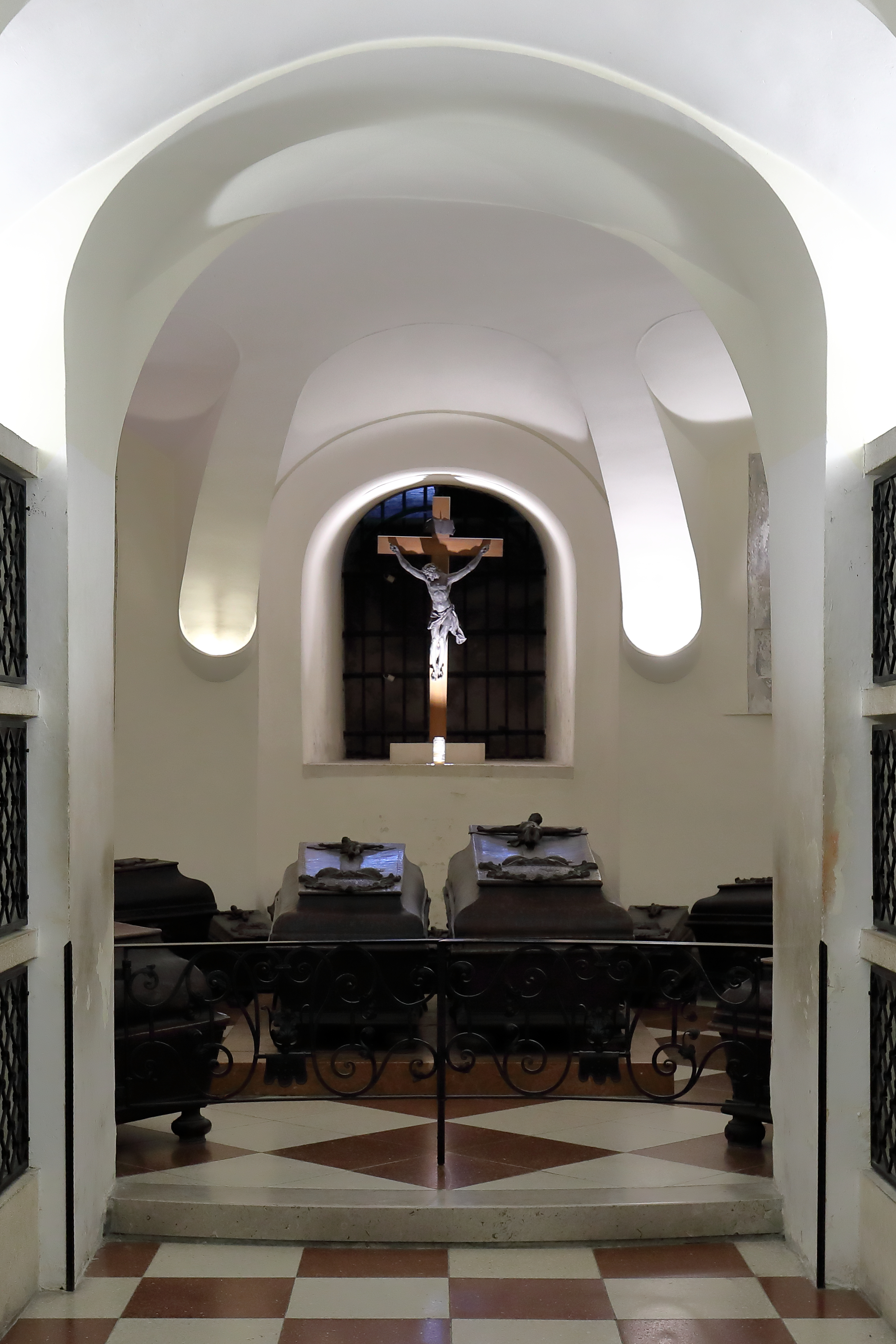
Mormântul lui Rudolf al IV-lea și al soției sale, Caterina, în Cripta princiară din Catedrala Sf. Ștefan

Rudolf a murit pe 27 iulie 1365 în timp ce se afla la Milano pentru a pregăti căsătoria fratelui său, Leopold, cu Viridis, fiica ducelui Barnabo Visconti. Nu se cunoaște cauza exactă a decesului, dar s-a consemnat că a suferit de febră puternică, ceea ce putea fi o urmare a tuberculozei de care suferea sau a unui tifos contactat în călătorie. Un document al curții ducale din 18 noiembrie 1364 stabilea că frații săi mai mici urmau să-l reprezinte oficial pe Rudolf datorită bolii, ceea ce dovedește că sănătatea ducelui era deja serios afectată la acea dată (se știe că suferea de tuberculoză de câțiva ani). Pentru a fi adus în Austria cadavrul a fost conservat cu vin roșu, acoperit cu un giulgiu prețios din mătase și aur, brodat cu inscripții arabe, cusut într-o piele neagră de vacă, și apoi transportat peste Alpi la Viena. Numărul mare de supuși care au venit la înmormântarea sa a demonstrat simpatia de care se bucurase și faptul că dispariția sa era profund regretată. Încă din timpul vieții el fusese apreciat ca un conducător demn de luat în considerare. Rudolf a fost înmormântat într-un sicriu de cupru în cripta princiară din Catedrala Sf. Ștefan întemeiată de el. Cenotaful construit pentru Rudolf și soția sa, a fost terminat după moartea ducelui și nu a fost niciodată folosit ca mormânt. Portretul lui Rudolf care s-a aflat deasupra mormântului timp de câteva decenii se află astăzi expus, ca și giulgiul său, în Muzeul Catedralei Sf. Ștefan și al Diecezei din Viena.

## Concluzii
Datorită politicii economice și sociale duse, Rudolf al IV-lea a fost apreciat ulterior ca fiind egalul lui Iosif al II-lea, fiul Mariei Tereza. Dispariția sa a însemnat năruirea unei construcții în devenire, un mozaic de visuri și planuri concepute într-o frenezie care lăsa să se ghicească timpul mult prea scurt pe care îl avea la dispoziție pentru a le da viață. Reformele începute de el au fost repede date uitării, iar ideile sale înnoitoare au fost aplicate abia câteva secole mai târziu. Urmare a falsificării genial-obraznice Privilegium maius, titlul de „Arhiduce” creat de Rudolf a devenit, începând cu secolul al XVI-lea, caracteristic familiei de Habsburg și a fost purtat de toți moștenitorii ei.
Din nefericire ducii Albert al III-lea și Leopold al III-lea, frații lui Rudolf, nu au putut duce mai departe ideile și munca începută de el. Dimpotrivă, conflictele lor permanente s-au finalizat prin semnarea Contractului de la Neuberg în 1379, care stabilea împărțirea teritoriilor ereditare ale familiei de Habsburg.
A-l aprecia corect pe Rudolf este cu siguranță dificil, pe de o parte datorită personalității lui complexe, pe de altă parte datorită politicii sale de succes, acestea permițând rațiuni și puncte de vedere diferite. Caracterul său este de multe ori redus la concurența cu socrul său, Carol al IV-lea, care a fost foarte probabil o sursă importantă de inspirație pentru acțiunile și planurile lui Rudolf. Similar lui Carol, el a dorit să crească importanța Vienei, lucru subliniat în multe dintre documentele sale, însă a-l restrânge la a fi un „admirator al lui Carol al IV-lea” este, mult prea unilateral. Un alt aspect care a primit mai puțină atenție în cercetare sunt afirmațiile despre Rudolf făcute de contemporanii lui, considerate până în prezent, ca esențiale în special pentru anii 1358-1361. Ele nu ar trebui considerate ca fiind obiective, deoarece fac trimitere la opiniile lui Carol al IV-lea, iar declarațiile acestuia au fost un mijloc al politicii sale folosit pentru a atrage opinia publică de partea sa în detrimentul lui Rudolf.
Activitatea politică a lui Rudolf al IV-lea a durat doar câțiva ani și, deși a fost capabil să înceapă sau să încerce foarte multe, el nu a avut șansa de a-și duce planurile până la capăt. Cu toate acestea, nu trebuie trecut cu vederea faptul că în foarte scurta sa viață, Rudolf a reușit la fel de mult sau chiar semnificativ mai mult decât majoritatea contemporanilor săi care s-au bucurat de o viață mult mai lungă.